# Lispe cana
Lispe cana är en tvåvingeart som först beskrevs av Walker 1849.  Lispe cana ingår i släktet Lispe och familjen husflugor. Inga underarter finns listade i Catalogue of Life.